# سافيو (لاعب كرة قدم برازيلي)
سافيو هو لاعب كرة قدم برازيلي في مركز الدفاع، ولد في 26 مايو 1995 في اراراكوارا في البرازيل. لعب مع Campinense Clube ‏.

## وصلات خارجية
- سافيو (لاعب كرة قدم برازيلي) على موقع قاعدة بيانات كرة القدم.إي يو (الإنجليزية)
- سافيو (لاعب كرة قدم برازيلي) على موقع Soccerway.com (الإنجليزية)